# Johnny Doyle
John Doyle – detto Johnny – (Uddingston, 11 maggio 1951 – Kilmarnock, 19 ottobre 1981) è stato un calciatore scozzese, di ruolo centrocampista.

## Carriera
Ha fatto la sua prima (e unica) presenza per la squadra nazionale scozzese nel dicembre 1975 in un pareggio con la Romania finito 1-1. Quattro mesi dopo fu ingaggiato dal Celtic Football Club squadra con la quale vinse tre campionati e due coppe nazionali. Morì all'età di 30 anni nel 1981, folgorato mentre lavorava nella sua casa a Kilmarnock.

## Statistiche

### Cronologia presenze e reti in nazionale
| Cronologia completa delle presenze e delle reti in nazionale ― Scozia | Cronologia completa delle presenze e delle reti in nazionale ― Scozia | Cronologia completa delle presenze e delle reti in nazionale ― Scozia | Cronologia completa delle presenze e delle reti in nazionale ― Scozia | Cronologia completa delle presenze e delle reti in nazionale ― Scozia | Cronologia completa delle presenze e delle reti in nazionale ― Scozia | Cronologia completa delle presenze e delle reti in nazionale ― Scozia | Cronologia completa delle presenze e delle reti in nazionale ― Scozia |
| Data                                                                  | Città                                                                 | In casa                                                               | Risultato                                                             | Ospiti                                                                | Competizione                                                          | Reti                                                                  | Note                                                                  |
| --------------------------------------------------------------------- | --------------------------------------------------------------------- | --------------------------------------------------------------------- | --------------------------------------------------------------------- | --------------------------------------------------------------------- | --------------------------------------------------------------------- | --------------------------------------------------------------------- | --------------------------------------------------------------------- |
| 17-12-1975                                                            | Glasgow                                                               | Scozia                                                                | 1 – 1                                                                 | Romania                                                               | Qual. Euro 1976                                                       | -                                                                     | 73’                                                                   |
| Totale                                                                |                                                                       | Presenze                                                              | 1                                                                     |                                                                       | Reti                                                                  | 0                                                                     |                                                                       |

## Palmarès

### Club

#### Competizioni nazionali
- Campionato scozzese: 3

Celtic: 1976-1977, 1978-1979, 1980-1981
- Coppa di Scozia: 2

Celtic: 1976-1977, 1979-1980